# مارلوس دی بوئر
مارلوس دی بوئر (انگلیسی: Marloes de Boer؛ زادهٔ ۳۰ ژانویهٔ ۱۹۸۲) بازیکن فوتبال اهل پادشاهی هلند است.
وی همچنین در تیم ملی فوتبال زنان هلند بازی کرده‌است.